# Sint-Martinuskerk (Pepingen)

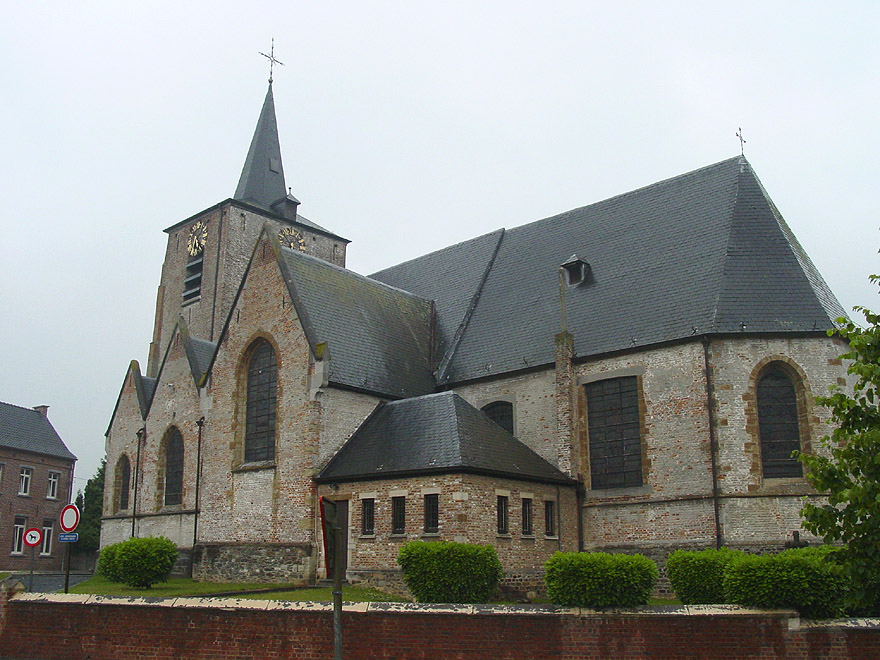
Sint-Martinuskerk

De Sint-Martinuskerk is de parochiekerk van de Vlaams-Brabantse plaats Pepingen, gelegen aan de Ninoofsesteenweg.

## Gebouw
De kern van het kerkgebouw is romaans en gaat terug tot de 12e eeuw. Deze kern is te vinden in de westtoren die halfingebouwd is en uit de 17e eeuw stamt.
Het gotisch middenschip is 14e-eeuws en de zijbeuken zijn uit de 2e helft van de 16e eeuw. De zuidelijke transeptarm is uit de 1e helft van de 15e eeuw en de noordertranseptarm van omstreeks 1450. Het driezijdig afgesloten koor werd in de 17e eeuw gebouwd en werd in de 18e eeuw nog gewijzigd.
De zijgevels worden gekenmerkt door dwarse zadeldaken met puntgevels.

## Interieur
De kerk bezit een Sint-Anna-te-Drieën van begin 16e eeuw. Uit de 18e eeuw zijn er beelden van Maria en van Sint-Martinus. Ook het kerkmeubilair is voornamelijk 18e-eeuws. Het omvat het hoofdaltaar en vier zijaltaren, het koorgestoelte en -lambrisering (1754), lambrisering in het schip en biechtstoelen (1757) en de preekstoel van 1750 in Lodewijk XV-stijl.
Er is een grafmonument uit het midden van de 16e eeuw, in renaissancestijl. Ok zijn er talrijke 17e- en 18e-eeuwse grafstenen.